# Lerneca funebris
Lerneca funebris är en insektsart som beskrevs av Morgan Hebard 1928. Lerneca funebris ingår i släktet Lerneca och familjen syrsor. Inga underarter finns listade i Catalogue of Life.